# Heulandite-K
L'heulandite-K (simbolo IMA: Hul-K) è un minerale del gruppo delle zeoliti, all'interno del quale viene collocata nel sottogruppo dell'heulandite; appartiene alla famiglia dei "silicati" e possiede composizione chimica (K,Ca,Na)5(Si27Al9)O72 • 26H2O.
Essendo una zeolite, strutturalmente appartiene ai tectosilicati.

## Etimologia e storia
L'heulandite fu descritta da Henry James Brooke, che chiamò il minerale in onore del collezionista e commerciante di minerali inglese John Henry Heuland (1778-1856) che l’aveva rinvenuta nell'est dell'Islanda, a Teigarhorn. Il suffisso K sta a indicare il catione predominante, in questo caso il potassio, in accordo con la riorganizzazione della nomenclatura delle zeoliti.

## Classificazione
La classica nona edizione della sistematica dei minerali di Strunz, aggiornata dall'Associazione Mineralogica Internazionale (IMA) fino al 2009, l'heulandite-K è elencata nella classe "9. Silicati (germanati)" e nella sottoclasse "9.G Tettosilicati con H2O zeolitica; famiglia della zeolite"; questa viene ulteriormente suddivisa in base alla struttura del minerale in modo da trovare l'heulandite-K nella sezione "9.GE Catene di tetraedri T10O20" dove insieme a diversi minerali tra cui la clinoptilolite-Ca, clinoptilolite-K, clinoptilolite-Na, heulandite-Ba, heulandite-Ca, heulandite-Na e heulandite-Sr forma il sistema nº 9.GE.05.
Tale classificazione viene mantenuta anche nell'edizione successiva, proseguita dal database "mindat.org" e chiamata Classificazione Strunz-mindat.
Nella Sistematica dei lapis (Lapis-Systematik) di Stefan Weiß l'heulandite-K si trova nella classe dei "silicati" e nella sottoclasse dei "tectosilicati (con zeoliti)"; qui forma il "gruppo delle zeoliti; zeoliti fogliate" con il numero di sistema VIII/J.23 insieme a heulandite-Ba, heulandite-Ca, heulandite-Na, heulandite-Sr, clinoptilolite-Na, clinoptilolite-K, clinoptilolite-Ca, stilbite-Na, stilbite-Ca, barrerite, stellerite, goosecreekite, epistilbite, brewsterite-Sr e brewsterite-Ba.
Anche la classificazione dei minerali secondo Dana, usata principalmente nel mondo anglosassone, l'heulandite-K si trova nella famiglia dei "silicati"; qui è nella classe dei "tectosilicati; gruppo delle zeoliti" e nella sottoclasse delle "zeoliti originali" dove si trova nella sezione dell' "heulandite e specie correlate" dove forma il sistema nº 77.01.04.

## Abito cristallino
L'heulandite-K cristallizza nel sistema monoclino nel gruppo spaziale C2/m (gruppo nº 12) con i parametri reticolari a = 17,636 Å, b = 17,934 Å, c = 7,397 Å e β = 116,0°, oltre ad avere 2 unità di formula per cella unitaria.

## Origine e giacitura
L'heulandite-K è un minerale piuttosto raro ed è stato trovato solo in pochi siti sparsi per il mondo. La sua località tipo è la località "Albero Bassi" (45.74335°N 11.37231°E) presso Santorso (provincia di Vicenza, Italia). Sempre in Italia, il minerale è stato trovato a Schio, Valdagno, Monte di Malo, Arzignano e Altissimo, anche loro nella provincia veneta di Vicenza. Ritrovamenti anche a Brentonico (Trentino-Alto Adige) e Nulvi (Sardegna).
Altri luoghi sono: Arendal, Asker, Kragerø, Holmestrand, Horten, Sandefjord e Øygarden (tutti in Norvegia); Rochechouart (Francia); Pöchlarn e Spielberg (Austria); Chvaletice (Repubblica Ceca); St Just (Cornovaglia, Inghilterra); nel Lovozerskij rajon e sui monti Chibiny (entrambi nell'oblast' di Murmansk, Russia); nelle contee di Maricopa (Arizona) e di Clackamas (Oregon), entrambe negli Stati Uniti; a Morden (Nuova Scozia, Canada).

## Forma in cui si presenta in natura
L'heulandite-K è un minerale trasparente con lucentezza da vitrea a perlacea; può essere incolore, ma anche bianco, rosso, giallo, marrone o verde. Il colore del suo striscio è bianco.